# Ujna consors
Ujna consors är en insektsart som beskrevs av William Lucas Distant 1908. Ujna consors ingår i släktet Ujna och familjen dvärgstritar. Inga underarter finns listade i Catalogue of Life.